# Аутентик
„Аутентик“ е българска, музикална етно/джаз/уърлд формация.

## Членове

### Живко Василев
Завършва музикалното училище във Варна НУИ „Добри Христов“ със специалност „Кавал“ и СУ „Св. Климент Охридски“.
Благодарение на експериментаторския си дух започва да комбинира традиционния звук на кавала с популярни стилове като джаз, фънк, латиноджаз, поп, електронна музика и други, от което се получава непозната симбиоза и игра на стилове.
Работи с някои от най-известните български музиканти като Калин Вельов, Нина Николина, Стоян Янкулов, Мишо Йосифов, Велислав Стоянов, Теди Кацарова, Силвия Кацарова, Поли Генова и много други.
Носител е на множество международни награди и е участвал в някои от най-престижните музикални форуми и фестивали в света. От 2010 г. е в състава на „Банда Дел Падре“.

### Райна Василева
Завършва музикалното училище НУИ „Добри Христов“, Варна, със специалност „Народно пеене“, след което СУ Св. Климент Охридски, в класа на Светла Караджова. Успоредно с обучението си по народно пеене изучава поп и джаз пеене. Многократно е посещавала Майсторските класове за джаз импровизация на Кристиане Карам, преподавател в „Бъркли Колидж оф Мюзик“. Понастоящем е студентка в НБУ със специалност „Поп и джаз пеене“, в класа на д-р Нели Маринкова.
Била е в състава на: хор „Космически гласове“ – един от най-популярните и именити хорови състави, който е носител на голям брой музикални награди от цял свят; „Банда Дел Падре“, където съчетава български фолклор с фламенко и испанска музика; Вокална група Авигея и Иван Шопов и др.
Колаборирала е с редица утвърдени музиканти, сред които: Стоян Янкулов, Георги Андреев, Теодосий Спасов, Иван Шопов, Венцислав Благоев, Антони Дончев, Макс Моя, Милчо Левиев, Теди Кацарова, Райън Лесли, Хуан Гарсия-Херерос, Роберто Кинтеро и др.

### Борислав Илиев
Започва да свири на китара на 7-годишна възраст. Завършва Национално училище по изкуствата „Проф. Веселин Стоянов“ (Русе), със специалност класическа китара. Продължава образованието си в Национална музикална академия „Проф. Панчо Владигеров“ – София.
Участник в майсторски класове на имена като Don Braden, Jiggs Whigham, Joris Teepe и други. През годините Борислав свири и записва с групите Ginger Groove, Gypsy jazz квартета Para Hot Jazz и др.

### Стоил Иванов
Завършва в НУМТИ „Добрин Петков“ в Пловдив със специалност ударни инструменти. По-късно завършва магистратурата си при проф. Христо Йоцов в Национална Музикална Академия „Проф. Панчо Владигеров“ – София.
Свири в „Ginger Groove“ – франкофоните на българската сцена и е участник в проектите на Венци Благоев „Джаз за деца“ и „Джазтет“, както и в спектакъла за деца „Алиса в страна на джаза“.
Заедно с Борислав Илиев създават триото „Threeplay“ с което печелят джаз конкурса на сцената на Plovdiv Jazz Fest. Писал е музика за танцовия проект „Slipstream“ на фестивала „Black Box“ с хореограф Михаела Гривева.
Участвал в майсторски класове на имена като Don Braden, Милчо Левиев, Jiggs Whigham, Francisco Mela, Joris Teepe, Gene Jackson и други.
Концертирал на сцената на A to Jazz, Jazz Forum Stara Zagora, Haskovo Jazz Fest, Plovdiv Jazz Fest и много други фестивали.

## История
Групата е основана през 2012 г. от Живко Василев (кавал, пиано) и неговата сестра Райна Василева (вокал, перкусии), с участието на първия китарист на групата Виктор Джоргов. От 2018 година, част от групата стават музикантите: Борислав Илиев (китара) и Стоил Иванов (ударни инструменти).
Живко и Райна са родени в сърцето на планината Родопи – град Смолян. Те наследяват любовта към музиката от своя баща Славчо Василев, който по-късно написва текста на първата авторска песен на групата „Море, малка моме“.
През 2013 година „Аутентик“ записват първата си песен „Майка, Калина думаше“, която веднага получава награда за песен на месец юли в конкурса „Надпяване“ по програма „Христо Ботев“, БНР. През 2014 и 2015 година излизат видеозаписите им към песните „Калина вода налива“ и „Слънчице, мило мамино“.
През 2015 година групата стартира записването на първия си самостоятелен албум, който реализира официално през ноември 2016 година. Той е със заглавие „YesToday“. Албумът е представен в София в началото на ноември, също и в българските културни институти в Берлин през януари и във Варшава през март. В дебютния албум на групата участват гост-изпълнители от различни краища на света. Един от тях е номинираният за „Грами“ колумбийски бас-китарист Хуан Гарсия-Херерос.
През март 2018 г. „Аутентик“ получават приз „Добрите музиканти“ от компанията „Загорка“, връчен им за културен принос. В началото на 2018 г. членовете на групата – Живко и Райна, учредяват независимата организация в обществена полза Фондация „Аутентик“, чиято цел е да съхранява, разпространява фолклорните традиции в България и по света, както и да насърчава и подпомага млади и талантливи музиканти, по пътя към техния успех.
През 2019 година, те групата реализира втория си самостоятелен албум – „Transparent“ (Прозрачен), чиято премиера е на сцената на Българския културен институт в Прага.
„Аутентик“ имат участия в музикални фестивали и събития в България и по света. Сред тях са:
12-о издание на „Европейската нощ на музеите“ (2016) (Сливен), „Мини Джаз Фест 2017“ (Велико Търново), „Гластънбъри фест“ 2017 (Великобритания).

## Музикален стил
Името на групата „Аутентик“ (Outhentic), представлява съчетание между английските думи „out“ и „authentic“, в превод на български език означаващо „извън автентичното“. Наименованието е препратка към индивидуален стил на групата, а именно съчетанието на български фолклор с разнообразни музикални стилове като джаз, фънк, поп, фламенко, уърлд и др.
Аутентик са колаборирали с известни музиканти и групи, като: номинирания за „Грами“ басист Хуан Гарсия-Херерос, Стоян Янкулов, Иън Стивънсън, Сучет Малхотра, Банда Дел Падре, Роберто Кинтеро и др.

## Дискография
- YesToday (2016)[5]
- Transparent (2019)[6]